# 3793 Leonteus
3793 Leonteus eller 1985 TE3 är en trojansk asteroid i Jupiters lagrangepunkt L4. Den upptäcktes 11 oktober 1985 av den amerikanska astronomen Carolyn S. Shoemaker vid Palomar-observatoriet. Den är uppkallad efter en av alla figurer i den grekiska mytologin, kallad Leonteus.
Asteroiden har en diameter på ungefär 112 kilometer.